# Rogel Samuel
Rogel Samuel (Manaus, 2 de janeiro de 1943 - Rio de Janeiro, 2 de julho de 2023) foi um ensaísta, poeta, crítico literário e romancista brasileiro. Natural do Estado do Amazonas, lecionou na UFRJ (Universidade Federal do Rio de Janeiro), tendo-se aposentado como Professor Adjunto Doutor, naquela universidade fluminense. Desde 2011 Rogel Samuel é sócio-correspondente da Academia Amazonense de Letras . Faleceu em em 2 de julho de 2023, às 6h20 (horário de Brasília), vítima de insuficiência respiratória grave por consequência de uma pneumonia e complicações de diabetes no Hospital São Lucas, no Rio de Janeiro.

## Biografia
O primeiro poema de Rogel Samuel foi publicado em O Jornal (Manaus) em 1º de fevereiro de 1959 . Seu livro mais conhecido é O amante das amazonas, onde o romancista narra tanto acontecimentos da época do Ciclo da Borracha no Extremo Norte do Brasil, quanto fatos ocorridos no contexto da decadência daquela atividade econômico-exportadora no Amazonas (primeira metade do século XX); tanto do interior do Amazonas (Alto Juruá), quanto da cidade de Manaus.
É seguinte a sinopse do citado romance: "A narrativa mistura ficção e fatos reais, contados por testemunhas, e transcreve um conjunto de acontecimentos do apogeu e da decadência do império amazônico, além de relatos de Jaguareté, o guerreiro, de Albert Samuel, seu pai, navegador por 40 anos na Amazônia, com quem conheceu a floresta. Maurice Samuel, alsaciano, avô de Rogel, foi rico comerciante da borracha na Amazônia, no início do Século XX. "Apesar de tudo, qualquer semelhança ainda é mera coincidência" — consta do livro (...)", que não deixa de mencionar o nome de Maurice .
Autor de centenas de artigos publicados em revistas científicas, revistas informativas e jornais brasileiros, foi citado por Carlos Roque em sua Grande Enciclopédia da Amazônia (1968). Em 2001, Afrânio Coutinho e J. Galante de Souza incluíram o nome de Rogel Samuel na Enciclopédia de Literatura Brasileira. Rogel Samuel foi colaborador regular do portal "Entre-textos", de Dílson Lages Monteiro.
Romancista da Segunda Geração do Pós-Modernismo Brasileiro
A pesquisadora da literatura brasileira Neuza Machado, doutora em letras, assim delineou a importância do citado romance de Rogel Samuel: "(...) Se me encontro aqui como apreciadora de obra ficcional da pós-modernidade, envolta em minhas próprias teorizações analítico-fenomenológicas sobre um assunto no qual eu mesma me alterco constantemente, confirmo que em O Amante das Amazonas há um altíssimo grau de entropia no sistema de narração (ausência da ordem narrativa à moda tradicional). Para explicitar o seu personagem mítico-ficcional Paxiúba [figura enigmática, muito alta e forte, oriunda da Floresta Amazônica: o gigante Paxiúba], o criador pós-modernista de Segunda Geração se vale dos enclaves narrativos, tão do gosto dos escritores pós-modernos/pós-modernistas da Primeira Geração. Entretanto, enquanto autor-criador de um novo direcionamento estético-ficcional, mais de acordo com a vivência do homem do século XXI, objetivou abandonar o estereótipo (lugar comum) do personagem reificado (inacreditável, fantasioso) da primeira fase, procurando descortiná-lo por meio de um olhar diferenciado (o ser mítico a se transformar em humano), circunscrito a insólitos acontecimentos dinamizados (...)" . O amante das amazonas, portanto, é um denso romance da Segunda Geração do Pós-Modernismo Literário Brasileiro, de acordo com a referida historiadora e teórica da literatura (Cf. MACHADO, 2008).
Perry Anderson, exegeta da pós-modernidade
O primeiro a falar em “pós-modernismo”, de acordo com  Rômulo G. O. Fernandes , foi Perry Anderson. Teria Anderson haurido a expressão de Frederico de Onís, um autor hispânico, que a utilizou para alicerçar um pensamento conservador dentro do próprio modernismo. Perry Anderson é autor de As Origens da Pós-Modernidade (tradução brasileira: Ed. Jorge Zahar, 1999), caracterizando-se como estudioso das questões culturais e sociais da atualidade. Escreveu Rômulo Fernandes: "(...) O êxito pós-moderno na literatura está em deixar o leitor co-piloto de sua obra, como em uma espécie de farsa desdobrada, o leitor tem a parca sensação de domínio do texto, abertura e interpretação própria. Ele acredita estar sendo proprietário de si mesmo, enquanto na realidade está sendo apropriado, está sendo fio condutor da arte, desposando as dúvidas e separando-se das certezas rumo à consciência. Jorge Luis Borges, em seu conto Loteria da Babilônia, de modo sutil e alegórico, remonta como o discurso penetra nas camadas mais profundas da sociedade, do indivíduo e da consciência. Como a apropriação da representação tem o poder e o fazer de mudança (ideologia). Assinalo que tanto a boa literatura (Jonh Barth, por exemplo), quanto a indústria efêmera da arte comestível, possuem os mesmos recursos. Seduzir e provocar são elementos poéticos utilizados na propaganda moderna". Prossegue R. Fernandes: "Isto por si mesmo mostra a força da literatura enquanto modalizadora de novas linguagens e técnicas. Mas notem que o contrário não é verdadeiro. A propaganda atual reconhece na tônica literária um braço ágil e forte para domesticar. O grande problema é que a ausência de educação formal e lacunas sociais, afetam o desenvolvimento da grande arte, fazendo com que muitos afirmem que a culpa é da própria arte. Esta crise de problematização desarranja o modo como vemos e entendemos a literatura, passamos a acreditar que literatura popular é literatura de péssima qualidade e que a boa literatura é incognoscível. Esta inversão de valores deturpa os estudos literários (...)" . 
Literatura comparada
Em 2006, na Universidade Federal do Pará, foi defendida uma dissertação de mestrado cujo título é Ficções do Ciclo Econômico da Borracha: estudo comparativo dos romances A selva, Beiradão e O amante das amazonas, orientada por Silvio A. O. Holanda, pós-doutor em Literatura Portuguesa pela Universidade de Lisboa. Autora: Lucilene Gomes Lima. Esse estudo, como se pode ler no resumo da dissertação, L.G. Lima, "(...) analisa obras ficcionais cuja temática é o "ciclo da borracha", partindo da premissa de que a maioria dessas obras apresenta uma constância de abordagem em torno de alguns aspectos, principalmente os papéis do explorador (seringalista) e do explorado (seringueiro) dicotomizados numa relação maniqueísta. Na abordagem do tema, propõe caracterizar o processo de criação dessas obras literárias em três fases. A primeira engloba as obras escritas numa tendência epigônica, originada nos estilos de Euclides da Cunha e de Alberto Rangel. A segunda configura-se pelo abandono desseepigonismo e pelo desenvolvimento de estilos independentes, mantendo, porém, a constância no enfoque maniqueísta. A terceira fase supera a percepção maniqueísta. Em cada uma dessas fases, aponta uma obra que promoveu uma diversificação de abordagem, destacando-se das demais obras. Na primeira fase, aponta a obra A selva, de Ferreira de Castro; na segunda, a obra Beiradão, de Álvaro Maia, e na terceira, O amante das amazonas, de Rogel Samuel (...)". Pronunciaram-se favoravelmete aos livros de Rogel Samuel (também aos trabalhos ensaístico-universitários), os seguintes estudiosos: Josué Montello , Abgar Renault , Nelson Werneck Sodré  e Alceu Amoroso Lima , entre outros.
Caráter cinematográfico de uma obra rogeliana
O romance de Rogel Samuel Teatro Amazonas (2008)  é considerado cinematográfico (roteirizável), uma vez que, como na trama de Fitzcarraldo (filme de longa-metragem realizado em 1981 sob a direção de Werner Herzog, com os atores Klaus Kinski e Claudia Cardinale interpretando os papéis principais ), personagens históricos movimentam-se, sob a lavra do escritor, numa espécie de criativa fusão entre "ficção" - criada não sem o apoio de fatos verídicos - e "realidade" (que não exatamente teve lugar no "mundo", dito concreto, "da experiência"). Trata-se, como se diz comumente, de enredo inspirado em fatos reais [no caso de (1) Teatro Amazonas: Eduardo Gonçalves Ribeiro , Fileto Pires Ferreira , Adelelmo do Nascimento , Lourenço Mello , Gentil Bittencourt, Lourival Muniz e outros que igualmente transitavam com desenvoltura pelo financeiramente abastado contexto da Amazônia do final do século XIX; no caso de (2) Fitzcarraldo: o personagem excêntrico que dá nome à película foi pessoa "de carne e osso", tanto quanto o citado - pelo ficcional D. Aquilino (José Lewgoy) - o barão peruano da borracha D. Julio César Arana del Ávila , que "foi", "possivelmente", mais rico e poderoso do que o próprio "barão" arrogante que ator brasileiro José Lewgoy interpretou em Fitzcarraldo. De outra forma, D. Aquilino, personagem ficcional, não teria mostrado, no mapa da República Peruana, as terras do Rio Putumayo ou Içá onde D. Julio soberano reinava, como aparece, de forma documental, no filme de Werner Herzog. No Brasil, como mostrou Samuel Benchimol, o correspondente ao "barão da borracha" - no referido caso, peruano - era a figura do coronel de barranco (Cf. BENCHIMOL, 1994), sobre quem escreveu também (literariamente, agora) Cláudio de Araujo Lima  (Cf. ARAUJO LIMA, 1970, 2ª ed., 2002)]. 
Trânsito de linguagem a linguagem
Sobre a recriação do romance no âmbito da arte cinematográfica - e outras transcriações (conceito estabelecido por H. de Campos) no campo da arte - escreveu Júlio Plaza, doutor em Comunicação e Semiótica pela PUC-SP: "A primeira referência (explícita) à Tradução Intersemiótica que tive oportunidade de conhecer foi nos escritos de Roman Jakobson. De que tenho notícia, Jakobson foi o primeiro a discriminar e definir os tipos possíveis de tradução: a interlingual, a intralingual e a intersemiótica. (...) Haroldo de Campos introduziu-me (...) na teoria da "operação tradutora" intra e interlingual de cunho poético. (...) Não sendo eu artista da linguagem verbal, comecei a atrair essa preocupação para o meu campo, isto é, comecei a me preocupar com a tradução em diferentes linguagens, ou melhor, a tradução que envolve o trânsito entre códigos e meios diversos. (...)" . Diferentemente da obra que é vertida - ou que serve de inspiração - para outra obra (objeto do estudo de Plaza), construída em outro suporte material físico e semiótico relativamente à obra primeira, o romance que, por assim dizer, já nasce cinematográfico não pressupõe uma tradução intersemiótica - nem mesmo uma transcriação inter-linguagens - futura (embora facilite esse processo), já que é, ele próprio, síntese "intersemiótica": literatura/roteiro-de-cinema. Nesse sentido, Ana Cristina César, que também era crítica de filmes, escreveu um artigo cujo título é curioso: "Um livro cinematográfico e um filme literário" (Semanário Opinião, 22.10.1976, pp. 20–21  [Um dos livros de A.C. Cesar intitula-se, não casualmente, Crítica e tradução; São Paulo: Ática/IMS, 1999]). Guardadas as (grandes) diferenças estilísticas entre os dois romances de Rogel Samuel, um elemento é comum a eles: seu pendor cinematográfico. 
Síntese entre tradição e vanguarda literária
Rogel Samuel não precisou, em Teatro Amazonas, inventar personagens, como fizera em O amante das amazonas - e como se adiantou a fazer o próprio Herzog, no filme citado, mesmo tendo mencionado en passant o famoso D. Julio, do Rio Putumayo: em Teatro Amazonas eles, os personagens/reais "já estavam aí", oferecidos pela história da Amazônia Ocidental. O romancista Rogel compulsou não apenas obras clássicas concernentes, como as de Rivera (A voragem), Abguar Bastos (A safra), Ferreira de Castro (A selva), Vicki Baum (A árvore que chora), Álvaro Maia (Beiradão), Cláudio de Araujo Lima (Coronel de Barranco), Paulo Jacob (Chuva Branca) - este último foi, a propósito, considerado o "Guimarães Rosa da Amazônia" por Leila Miccolis , Márcio Souza (Mad Maria) e outros, como também precisou necessariamente beber em fontes talvez menos alentadas - todavia, não menos informativas (como ele considera, uma vez que cerca de cem obras atinentes foram lidas ) - que representam as crônicas de jornais da época e, especialmente, as cristalizações literárias de relatos, "exagerados" ou "contidos", tais como eles foram colhidos no seio povo e reescritos em coletâneas da importância sociológica de Jamachi, de Adonai de Medeiros, e O Amazonas por dentro e Outras histórias do Amazonas, de Antônio Cantanhede, para que se mencionem apenas três exemplos (tais livros são considerados "clássicos populares" pelos especialistas em bibliografias amazônicas [Há quatro estórias de caboclo em livro de outro autor erudito (BITTENCOURT, 1966 ), por exemplo, o que per se demonstra a relevância do relato popular na história da cultura amazonense, como, de resto, acontece em qualquer série de produção literária, amazônica ou não]).
Último livro do escritor
Como representantes textuais brasileiros da literatura pós-moderna da atualidade, O amante das amazonas e Teatro Amazonas, romances de Rogel Samuel, vem sendo examinados pelos estudiosos de Teoria Literária - as citadas teóricas (Neuza Machado e Lucilene Gomes Lima) estão entre eles/elas - como possibilidades germinais de apropriação de temas regionais em obras daquilo que há um século denominou-se vanguarda artística e literária, mas com uma particularidade curiosa: se O amante das amazonas apresenta dificuldades de compreensibilidade da trama ao leitor dito médio (vale dizer, o grande público), Teatro Amazonas não possui enredo intrincado. No livro de Jô Soares O Xangô de Baker Street (São Paulo: Companhia das Letras, 1995), por exemplo, esse escritor, humorista e entrevistador televisivo fez personagens da história brasileira participarem de situações verossímeis, cômicas (Olavo Bilac e Angelo Agostini estão no grupo - e o próprio Pedro II é personagem de Soares). Circulavam esses senhores pela restrita Corte do Imperador do Brasil. No caso da análise da obra rogeliana, as figuras da história amazonense que enriquecem - o assunto deve ser examinado também pelos historiadores especializados - as narrativas de seu romance - certos "barões da borracha" amazonenses ou migrados para o Amazonas, escolhidos por sua representatividade paradigmática, trocando ideias sobre a música clássica e a lírica, na Paris da Belle Époque (vale dizer, o contrário daquilo que fariam grosseiros coronéis de barranco, portanto [1]), entre outras situações dramaturgicamente instigantes -, torna-se difícil, contudo, ao crítico literário dos dias de hoje (o crítico da cultura pós-moderna), não levar em consideração que esse esforço literário esteve ancorado em prévias e atentas leituras dos livros clássico-realistas sobre a Amazônia, das experiências formais contemporâneas replenas de radicalidade experimental "de vanguarda", e, também, dos autores considerados populares-regionalistas (Teatro Amazonas bebeu na fonte dos referidos autores Adonai de Medeiros, Antônio Cantanhede, além de, por exemplo, Gebes Medeiros, com seu romance regionalista amazônico (naturalista/"ultradetalhista") Fim de mundo sem fim (A&M Editores, 1984) (Cf. BITTENCOURT, 1993) - e vários outros romances tardo-naturalistas).
Obra ainda não discutida
Se são conhecidas as apreciações literárias de O amante das amazonas, ainda não se discutiu suficientemente Teatro Amazonas, eis que esse livro recentemente foi eletronicamente divulgado. Enquanto um  Márcio Souza (Galvez, o Imperador do Acre) muito deve, como lembrou certa vez Décio Pignatari, a Oswald de Andrade - e, também, a Nunes Pereira (Moronguêtá, um Decameron Indígena, depois de Barbosa Rodrigues - cujo centenário de falecimento em 2009 acontece -, Ermano Stradelli [2], Curt Nimuendaju e o longínquo Giovanni Boccaccio) -, Rogel Samuel insere-se na tradição "regionalista"/cosmopolita/inovadora de autores como Mário de Andrade (depois de Theodor Koch-Grünberg  [3]). Não é de se estranhar que o próprio Mário de Andrade e alguns amigos, reais, tenham dado o ar de sua graça em "ponta" ficional de Macunaíma, o livro mais importante do modernismo brasileiro. Rogel Samuel, contudo, não apareceu nos romances dele próprio, já que suas estórias se desenrolam no Amazonas de ontem. E ele (como, de resto, mutatis mutandis, aconteceu na narrativa de Jô Soares, O Xangô de Baker Street) não se chama Mário de Andrade, Hergé, nem Hitchcock, cujos aparecimentos fugazes em suas obras de ficção são repetidamente lembradas como momentos - legítimos procedimentos estéticos de avant-garde, transfigurados e atualizados - de, "brechtianamente", distanciamentos diegéticos [4].
Carta ao Presidente: Rogel apresenta uma tradução
No entendimento de Rogel Samuel, um texto teria elidido, em meados do século XIX, as fronteiras entre prosa e poesia: o pronunciamento em forma de carta , cuja autenticidade é questionada, "(...) todavia o que nela importa é sua expressão de verdade e poesia (...)" - como escreveu certa vez Rogel Samuel -, missiva dirigida pelo chefe Sealth ou Seattle (c. 1780 - 1866) ao décimo quarto presidente dos EUA, Franklin Pierce, texto compilado ou possivelmente coescrito pelo médico e poeta norteamericano Henry Smith (1830 - 1915)   . Rogel Samuel, contudo, faz ressalvas às traduções mais conhecidas de um trecho desse texto histórico. À opção do(s) tradutor(es) "Esta água brilhante que corre nos rios e regatos [ou riachos, em outras versões] não é apenas água, mas sim o sangue de nossos ancestrais". Rogel Samuel prefere  a seguinte transcriação amazônica: 
"(...) Esta água brilhante que corre nos rios e igarapés não é apenas água, mas o sangue de nossos ancestrais. Se lhe vendermos nossa terra, você deverá se lembrar que ela é sagrada. Cada reflexo que reluz nas águas límpidas dos lagos conta os acontecimentos e as lembranças da vida de meu povo. O sussurro da água é a voz do pai de meu pai. Os rios são nossos irmãos. Eles matam a nossa sede. Os rios levam nossas ubás e alimentam nossos curumins. Então você deve tratar os rios com a delicadeza com que trataria um irmão (...)" [5]. 
(O nome da cidade estadunidense de Seattle foi dado em homenagem ao elder Sealth, o líder das tribos Suquamish e Duwamish da região hoje denominada Washington D.C.).
Notas
[1] - Theodoro Botinelly, autor de extração marxista, questiona, em seu livro Amazônia, uma utopia possível - e esse título de ensaio, a próposito, porta a alusão à tradição filosófica e literária que erigiu as ideias de utopia e ucronia -, a veracidade de certas afirmações compostas por mitos relativos às ações desses "coronéis", ao menos nas generalizações a todos os proprietários florestais do interior da Amazônia [informações que, aliás, coincidem com dados diretamente coletados por Agnello Bittencourt, que residiu durante certo período no interior do AM (Cf. BOTINELLY, 1990, pp. 67–69/ BITTENCOURT, 1966)]. Efetivamente, para que se demonstre a afinidade do pensamento entre esses dois reconhecidos estudiosos da Amazônia Legal, Botinelly cita Bittencourt (BOTINELLY, 1990, pp. 111–112) quando o assunto é a construção - absolutamente inadequada (segundo eles) - de rodovias federais pela Floresta Amazônica ["(...) Por mais que se tente arranjar argumentos defendendo a construção das estradas na Amazônia, não se consegue. Construir-se estradas paralelas aos rios é um despropósito. Principalmente nas condições de nossa planície. Os rios são as vias de transportes mais baratas (...)" (BOTINELLY, 1990, p. 112)]. Não por acaso o ex-reitor da Universidade do Amazonas que fez publicar, em 1990, o livro de Botinelly (Marcus Barros), quando esteve à frente do IBAMA, não facilitou, ancorado em estudos técnico-científicos, no que se refere a decisões governamentais a respeito de licenciamento ambiental   Marcus Barros foi também presidente do INPA, em Manaus. Estava certo Werner Herzog quando escolheu o célebre D. Julio Arana como modelo do arbitrário D. Aquilino, que Lewgoy viveu com uma não diminuta competência dramatúrgica (já as personalidades que Rogel Samuel preferiu para produzir seu Teatro Amazonas eram polidas e cultas: o maestro e professor de música Adelelmo do Nascimento, o jornalista e político Lourenço Mello (deputado estadual por Manacapuru em Manaus) [sogro de Agnello Bittencourt; cf. BOTINELLY, 1990, p. 67; BITTENCOURT, 1966)] e vários outros que se encontraram, no interior do livro de Rogel, em lugares como o Hotel Brasil, em Paris, onde o jogo entre o regionalismo (coronéis de barranco) / brasilidade (nome do Hotel) / cosmopolitismo (a "Cidade Luz" onde eles se encontram) dão um certo colorido - cinematográfico, como se verificou - à última obra rogeliana, hipótese ainda não confirmada, já que o título, ao contrário de O amante das amazonas, efetivamente é recente (2008).
[2] - "(...) Desta vez (José de Ribamar Bessa Freire, etnohistoriador e jornalista, professor da UERJ e da UNI-RIO) dá um depoimento sobre o Conde Stradelli [Ermano Stradelli : quando faleceu, esse etnógrafo italiano, que compilara a lenda de Jurupari e o Vocabulário Nhengatu-Português e Português-Nheengatu e que contraíra hanseníase, vivia num leprosário de Manaus], no filme documentário de Andrea Palladino e Astrid Lima. No papel do Conde, o legendário Paulo Mamulengo [criador e ator titereiro (teatro de fantoches) que reside e trabalha no interior no Amazonas, onde desenvolve pesquisas sobre as ruínas do casarão de Paricatuba, Município de Iranduba-AM, grande edificação que serviu de sede a um célebre leprosário, cujo prédio se encontra, na atualidade, em ruínas  (...)]. (Rogelio Casado). .
[3] - Etnólogo alemão (1872 - 1924) que coletou a lenda de Macunaíma entre os Taulipang e os Arekuná, indígenas que viviam, no início do século XX, na fronteira entre o Brasil e a Venezuela. 
[4] - Diegese: "(...) conceito de narratologia, estudos literários, dramatúrgicos e de cinema que diz respeito à dimensão ficcional de uma narrativa. A diegese é a realidade própria da narrativa ("mundo ficcional", "vida fictícia"), à parte da realidade externa de quem lê (o chamado "mundo real" ou "vida real"). O tempo diegético e o espaço diegético são, assim, o tempo e o espaço que decorrem ou existem dentro da trama, com suas particularidades, limites e coerências determinadas pelo autor.Espaço onde se desenrolam os acontecimentos de uma estória ficional: espaço intranarrativo (...)." .
[5] - "(...) The shining water that moves in the streams and rivers is not just water, but the blood of our ancestors. If we sell you our land, you must remember that it is sacred. Each glossy reflection in the clear waters of the lakes tells of events and memories in the life of my people. The water's murmur is the voice of my father's father. The rivers are our brothers. They quench our thirst. They carry our canoes and feed our children. So you must give the rivers the kindness that you would give any brother (...)" .

## Obras

### Poesia
- 120 Poemas, Edição de Autor, Rio de Janeiro, 1991
- Poemas. Ebook no Portal Entre-textos.
- Alguns poemas. Ebook no Portal Entre-textos.

### Prosa
- O amante das amazonas (romance). Editora Itatiaia, Belo Horizonte, 2005. 2ª ed.
- Teatro Amazonas (romance). Edua - Editora da Universidade Federal do Amazonas, Manaus, 2012 .
- História dos amantes (romance). Ebook no Portal Entre-textos.
- A pantera (romance) Publicado em Blocos online.

### Ensaio
- Crítica da Escrita. Edição do Autor, Rio de Janeiro, 1979.
- Literatura Básica. Editora Vozes, Petrólis, 1985. 3 vol.
- O que é Teolit?. Editora Marco Zero, São Paulo, 1986.
- Manual de Teoria Literária. 14ª. edição, 2001.
- Novo manual de teoria literária. Editora Vozes, 6ª. Edição, 2011.
- Fios de luz, aromas vivo - Leitura de “Retrato de mãe” de Jorge Tufic. Expressão Gráfica Editora, Fortaleza, 2012 .
- Modernas teorias literárias. Editora Nova Aliança / Portal Entretextos. Teresina, 2014.